# Delta Force
1st Special Forces Operational Detachment-Delta (1st SFOD-D), cunoscută ca Delta Force, este o unitate de forțe speciale a Armatei Statelor Unite, din cadrul Joint Special Operations Command. În trecut detașamentul s-a mai numit Combat Applications Group (CAG). Delta Force alături de United States Navy sunt unitățile primare contra-terorism ale Statelor Unite. Adesea ea este menționată în media americană ca ”Unitate pentru Misiuni Speciale”.
Sarcinile principale ale Delta Force sunt contra-terorismul, acțiuni militare directe, și operațiuni de intervenție națională, deși este un grup extrem de versatil, capabil să conducă multe tipuri de misiuni clandestine, printre care recuperarea de ostatici și raiduri militare.
Diviziunea de activități speciale ultra-secretă Central Intelligence Agency adesea conlucrează cu – și recrutează – operatori din Delta Force.

## Comandanți
- Charles Alvin Beckwith – 1977–1981
- Rod Paschall -1981- 1983
- Sherman Williford - 1983-1985
- William F. Garrison – 1985–1989
- Peter J. Schoomaker – 1989–1992
- William G. Boykin – 1992–1994
- Bernard J. McCabe – 1994–1996
- Eldon Bargewell – 1996–1998
- Gary L. Harrell - 1998–2000
- James H. Schwitters – 2000–2002
- Ron Russell – 2002
- Pete Blaber – 2002–2003
- Bennet S. Sacolick – 2003–2005
- Austin S. Miller – 2005–2007
- Mark J. O'Neil – 2009–2011
- James B. Jarrard - 2011-2013
- Christopher T. Donahue - 2013-2015
- Joshua M. Rudd - 2015-2017
- Jefrrey A. VanAntwerp- 2017-2019
- Jasper Jeffers III - 2019-2021
- Matthew S. Ross - 2021-2023